# Степаново (Череповецкий район)
Стёпаново — деревня в Череповецком районе Вологодской области.
Входит в состав Коротовского сельского поселения, с точки зрения административно-территориального деления — в Коротовский сельсовет.
Расстояние до районного центра Череповца по автодороге — 73 км, до центра муниципального образования Коротово по прямой — 6 км. Ближайшие населённые пункты — Клопузово, Сосновка, Дуброво.
По переписи 2002 года население — 1 человек.